# Proteoconcha concinnoidea
Proteoconcha concinnoidea is een mosselkreeftjessoort uit de familie van de Trachyleberididae. De wetenschappelijke naam van de soort is voor het eerst geldig gepubliceerd in 1955 door Swain.